# L'Amour aller-retour
Pour les articles homonymes, voir Aller retour (homonymie).
Pour plus de détails, voir Fiche technique et Distribution.
L'Amour aller-retour est un téléfilm français réalisé par Éric Civanyan et diffusé pour la première fois le 12 janvier 2009 sur TF1. Une version DVD fut disponible quelque temps avant d'être rapidement décommercialisée.

## Synopsis
La journaliste Elisa Dubois s'apprête à publier un livre dans lequel elle relate des épisodes intimes de sa vie passée avec un célèbre architecte québécois dont elle s'est séparée. Son éditeur exige qu'elle obtienne son approbation écrite. Elle s'envole pour le Québec avec un avocat...

## Fiche technique
- Titre : L'Amour aller-retour
- Réalisateur : Éric Civanyan
- Scénario : Marie-Hélène Bizet sur une idée de Jose Frechette
- Musique : Laurent Marimbert
- Photographie : Gilles Porte
- Montage : Amina Mazani
- Société de production : Made in PM, Caramel Films, AT-Production et RTL-TVI
- Durée : 90 min
- Pays :  France,  Canada,  Belgique et  Suisse
- Genre : Comédie romantique
- Durée : 87 minutes
- Première diffusion : 
  -  France : 12 janvier 2009

## Distribution
- Garou : François Valois
- Ingrid Mareski : Elisa Dubois
- Audrey Fleurot : Marie
- Frédéric Quiring : Cyril Lafont
- Michel Dumont : Germain
- Karen Elkin : Sam
- Gabrielle Thouin : Cécile
- Stéphan Côté : Fabrice
- Eloi Archambaudoin : Laurent
- Catherine David : Jeune femme toilette
- Vargas Lavoie Tanya : Petite fille François et Elisa
- Félix Piché : Petit garçon François et Elisa
- Dominique Mercure-Cyr : Jeune fille librairie
- Jean-François Hall : Client à la librairie